# نوی بولتنهاگن
نوی بولتنهاگن (به آلمانی: Neu Boltenhagen) یک شهر در آلمان است که در فرپومرن-گرایفسوالد واقع شده‌است. نوی بولتنهاگن ۶۱۰ نفر جمعیت دارد.